# Mozart (Zug)

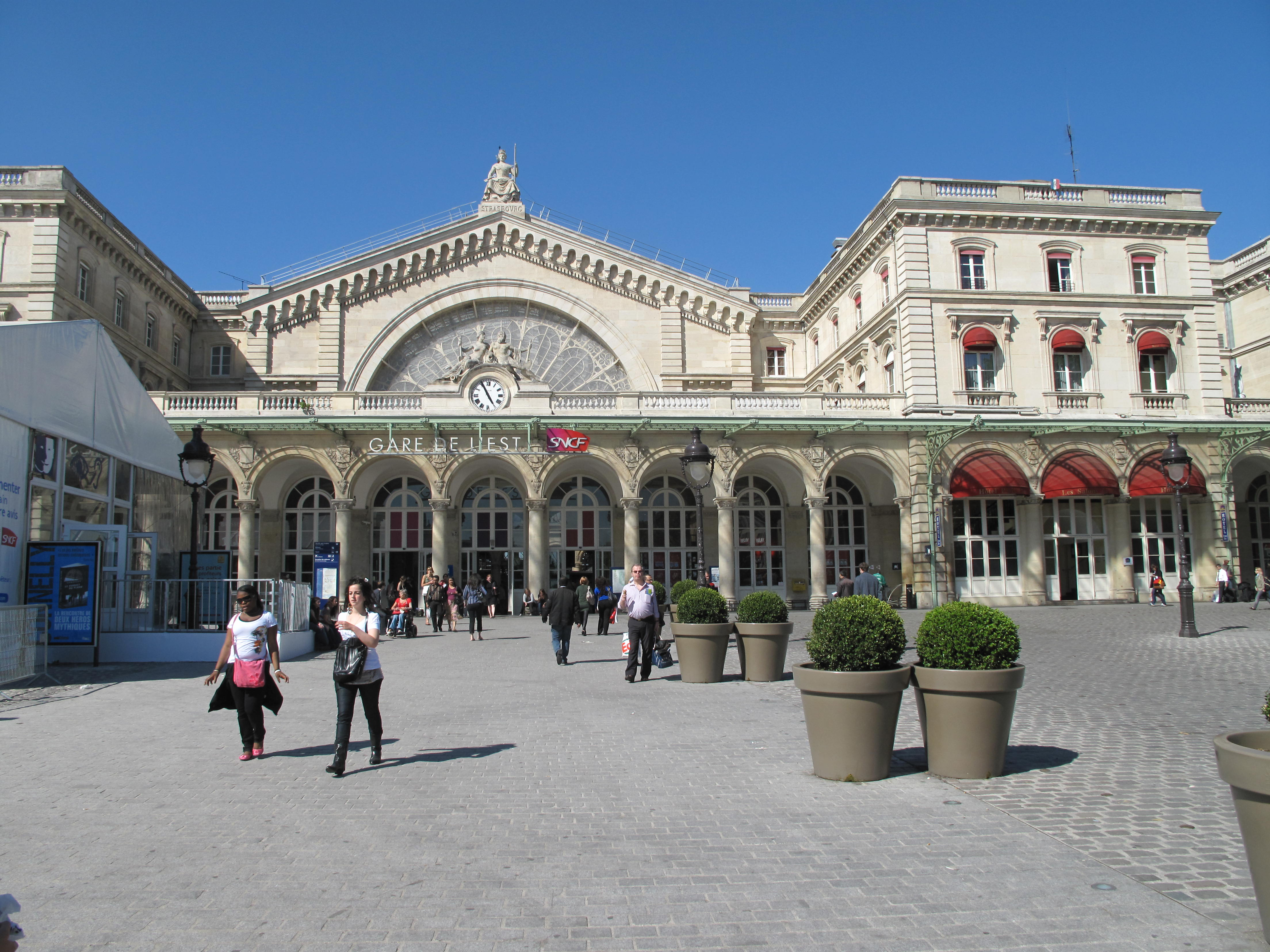
Der Gare de l’Est in Paris

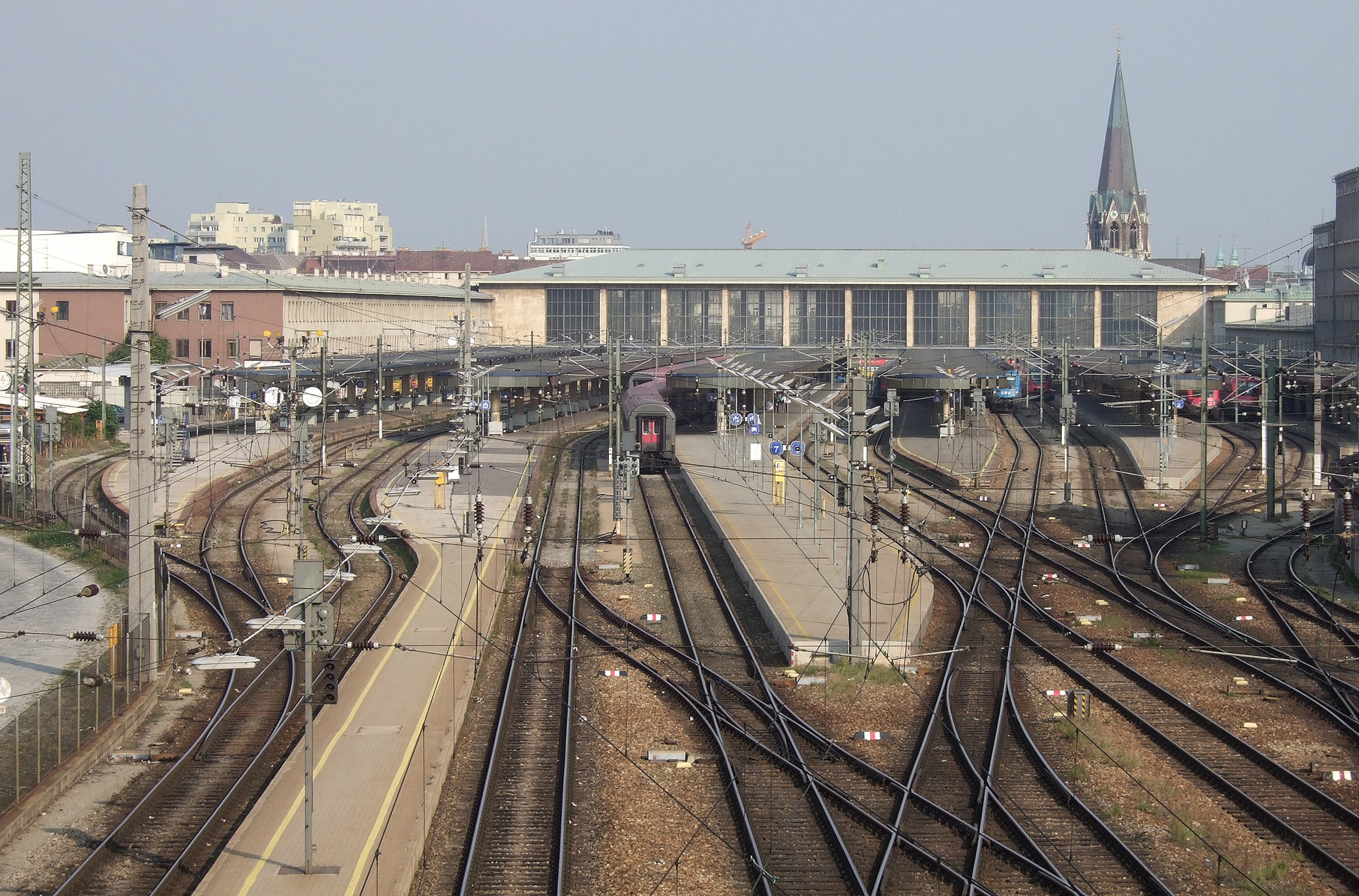
Der Wiener Westbahnhof im Jahr 2006

Der Mozart war ein nach dem Komponisten Wolfgang Amadeus Mozart benannter internationaler Fernzug, der seit 1954 zwischen Straßburg und Salzburg und schließlich von 1964 bis 2002 zwischen Paris und Wien verkehrte. Neben dem nachts fahrenden Orient-Express stellte der „Mozart“ als Tageszug über Jahrzehnte die wichtigste Schienenverbindung zwischen Wien und Paris dar.

## Geschichte
Den Vorschlag einer Tagesverbindung zwischen Paris und Wien hatte der Stuttgarter „Fahrplan-Pastor“ Richard Ottmar nach dem Zweiten Weltkrieg entwickelt. Die Deutsche Bundesbahn griff den Vorschlag rasch auf, nachdem durch die schrittweise Beseitigung der Kriegsschäden eine Tagesverbindung hinsichtlich der erforderlichen Fahrtzeiten möglich wurde. Sie konnte sich damit gegenüber SNCF und ÖBB zunächst nicht durchsetzen. Ein Kurswagen von Paris nach München wurde ebenfalls abgelehnt.
Die Deutsche Bundesbahn führte daher zum Sommerfahrplanbeginn am 23. Mai 1954 den „Mozart“ als Fernschnellzug (F) mit ausschließlich Wagen der (alten) 2. Klasse zwischen Straßburg und Salzburg ein. In Straßburg bestand Anschluss mit einem Rapide von und nach Paris, einen Kurswagenübergang hatte die SNCF abgelehnt, ebenso wie die ÖBB am anderen Ende des Zuglaufs die Verlängerung nach Wien wegen „mangelnden Verkehrsbedürfnisses“. Der Zug fuhr in Straßburg am frühen Nachmittag ab und war abends in Salzburg. In der Gegenrichtung verkehrte er ab Salzburg am späten Vormittag und war am frühen Abend in Straßburg. Er bestand anfangs lediglich aus zwei Wagen, einem Sitzwagen 2. Klasse und einem Halbspeisewagen.
Zum Winterfahrplan 1955/56 entfiel der Abschnitt zwischen München und Salzburg. Ein Jahr später wurde der Zug im Rahmen der europaweiten Klassenreform zum 3. Juni 1956 als reiner Zug der 1. Klasse eingestuft. Er wurde, zunächst nur in Richtung Westen, im gleichen Jahr wieder ab Salzburg geführt und 1958 erneut bis München verkürzt. 1961 erhielt er den schon länger von der DB gewünschten Kurswagen bis und ab Paris. Dieser wurde bis Salzburg geführt, nominell verkehrte der „Mozart“ weiterhin nur zwischen Straßburg und München. 1962 folgte ein Kurswagen Wien – Straßburg. Das führte zu der ungewöhnlichen Situation, dass zwar tatsächlich mit einem Zug eine Tagesreise von Paris nach Wien möglich war, zwischen Straßburg und München mussten Fahrgäste, die die Verbindung nutzen wollten, aber innerhalb des Zugs den Wagen wechseln. 1963 wurde der „Mozart“ in einen Schnellzug umgewandelt. In Frankreich wurde er weiterhin als Rapide geführt.
Ein Jahr später wurde der Zug von einer Kurswagenverbindung in einen durchgehenden Zug Paris – Wien umgewandelt. Die Reisezeit von Paris Gare de l’Est bis Wien Westbahnhof über Nancy, Straßburg, Karlsruhe, Stuttgart, München, Salzburg und Linz betrug bspw. im Sommerfahrplan 1971 14 Stunden und 40 Minuten, in der Gegenrichtung benötigte der Zug 13 Minuten mehr. In Österreich wurde der „Mozart“ damals als Expresszug (Ex) 39/40 geführt, in Deutschland wurde er mit der Einführung des Fern-Express (FD) im Jahr 1983 als solcher eingestuft. Diese neue Zuggattung umfasste ansonsten fast ausschließlich Züge aus Richtung Norddeutschland und dem Ruhrgebiet mit Zielen in Urlaubsregionen in Süddeutschland und Österreich. Zeitweise führte der Zug Kurswagen von Salzburg nach Port Bou.
1987 führten die europäischen Bahnverwaltungen als Nachfolger der früheren Trans-Europ-Express-Züge die neue Zuggattung Eurocity (EC) für hochwertige internationale Züge ein. Der „Mozart“ wurde jedoch erst 1989 als Eurocity eingestuft. Zum gleichen Zeitpunkt wurde er mit klimatisierten Wagen ausgestattet. 1992 betrug die Reisezeit von Paris nach Wien nurmehr 13 Stunden und 13 Minuten, in der Gegenrichtung noch drei Minuten weniger. Ab 1991 hatte der Zuglauf zudem Kurswagen von Paris nach Graz und zurück erhalten.
Zum Fahrplanwechsel im Dezember 2002 entfiel der „Mozart“ als durchgehende Verbindung zwischen Wien und Paris. Der Zugname blieb mit einem EC-Paar zwischen München und Wien zunächst erhalten, bis dieses 2009 durch einen Railjet ersetzt wurde. Die EC-Züge zwischen Paris und München wurden schließlich mit Inbetriebnahme der LGV Est européenne 2007 eingestellt und durch ein TGV-Zugpaar ersetzt.

## Fahrzeugeinsatz
Das Fahrzeugmaterial des 1954 eingeführten „Mozart“ stellte ausschließlich die DB. Der Wagenpark bestand aus blauen Fernschnellzug-Wagen der 2., ab 1956 der 1. Klasse, überwiegend noch der Vorkriegsbauarten. Die Nachfrage war vergleichsweise schwach, teilweise bestand der Zug nur aus einem Halbspeisewagen und einem Abteilwagen. 1958 wurde der Zug in einen zweiklassigen Fernschnellzug umgewandelt. Seither bestand er aus den üblichen Schnellzugwagen der DB. Der Speisewagen wurde seit der Verlängerung nach Paris und Wien durch die CIWL gestellt, bis diese 1971 ihre letzten eigenen Wagen abgab. Die Bewirtung der den Staatsbahnen gehörenden Wagen übernahm bei französischen und österreichischen Wagen die CIWL, bei deutschen Wagen die DSG. Ab dem 6. November 1970 stellten die ÖBB ihren sogenannten K-Wagen als „Wagen für gehobene Ansprüche“ dem „Mozart“ bei, dieser Einsatz endete 1972.
Ende der 1970er Jahre erhielt der „Mozart“ schließlich Wagen der SNCF und ÖBB, wobei erstere Corail-Wagen einsetzte. Der Speisewagen wurde weiterhin von der DB gestellt. Mit der Umwandlung zum Eurocity im Jahr 1989 entfielen die Wagen der SNCF, die 2. Klasse war fortan aus Eurofima-Wagen der ÖBB gebildet, die 1. Klasse stellte die DB. Zum Sommerfahrplan 1991 wurde das Wagenmaterial komplett auf druckertüchtigte Eurofima-Nachbauten der ÖBB umgestellt.

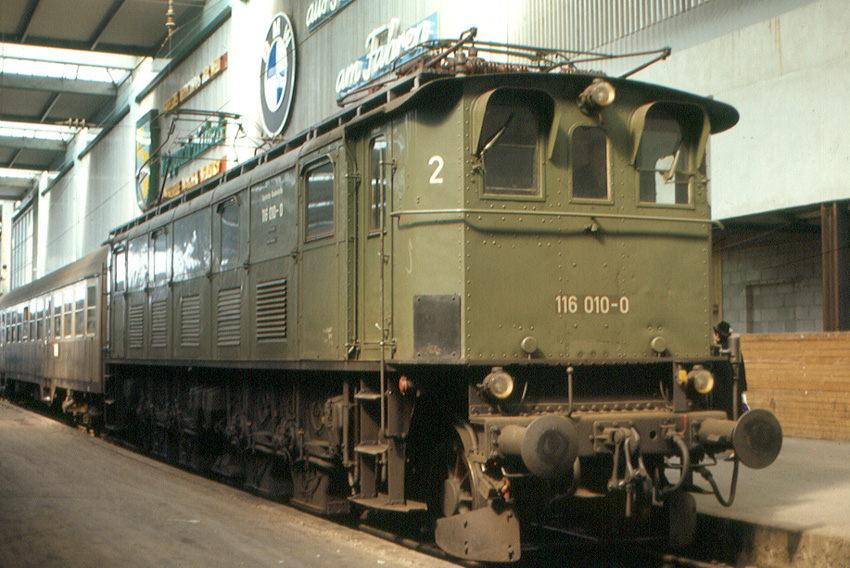
Eine E 16 (neu 116) der DB um 1970 in München Hbf

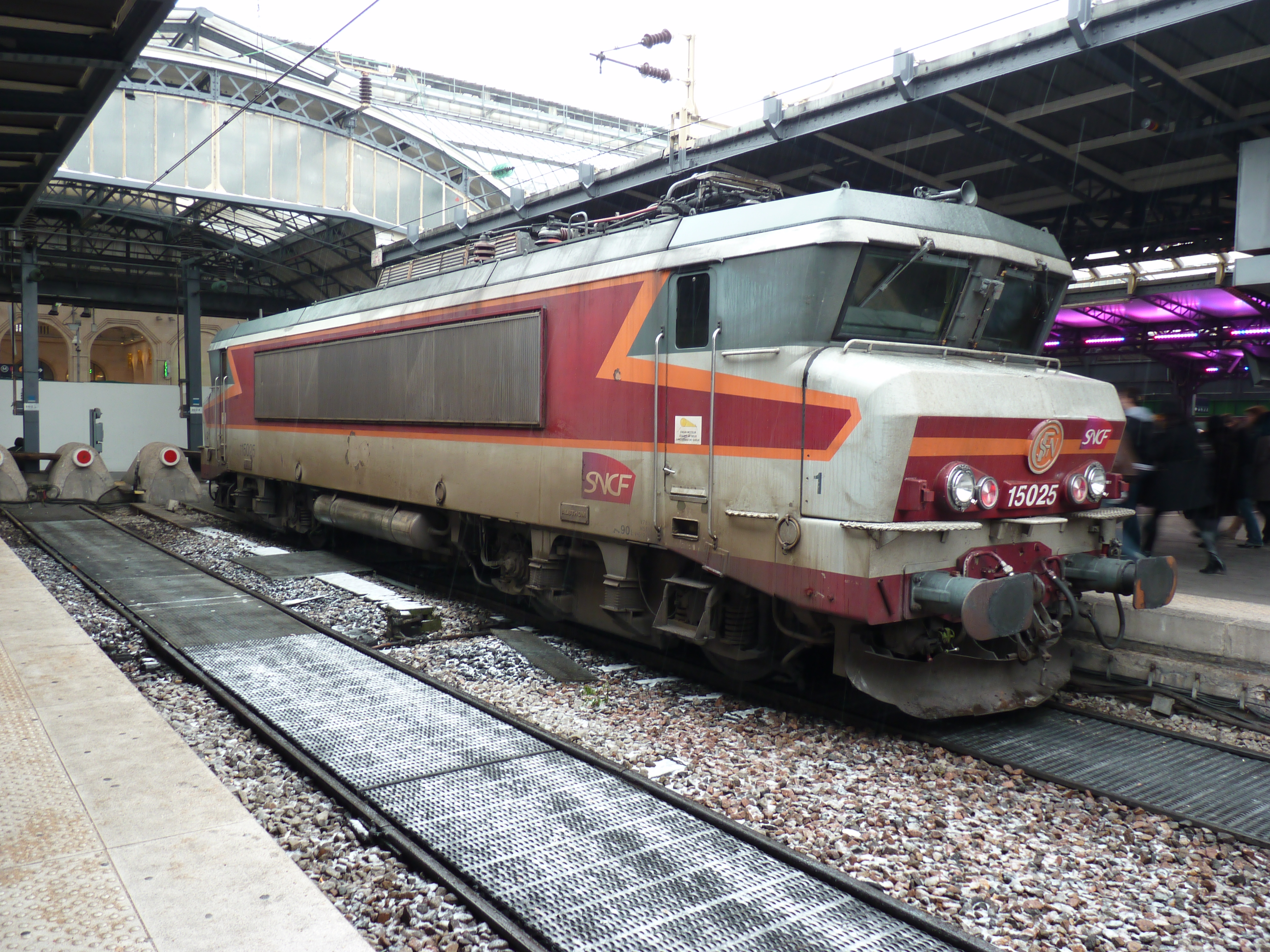
Eine BB 15000 im Gare de l’Est

Bereits bei Einführung des Zuglaufs war ein Großteil der bedienten Strecke elektrifiziert. Lediglich zwischen Straßburg und Stuttgart bespannten in den ersten Jahren noch Dampflokomotiven den „Mozart“, normalerweise die DR-Baureihe 39. Östlich von Stuttgart setzte die DB Lokomotiven der Baureihen E 18 und E 17 ein. Zwischen München und Salzburg bespannte die E 16 den Zug. Mit fortschreitendem Ausbau des elektrischen Netzes reduzierte sich der Anteil der Dampftraktion, der Lokwechsel verschob sich von Stuttgart zunächst nach Mühlacker und ab 1958 war der komplette DB-Abschnitt unter Fahrdraht. Die Vorkriegsloks wurden zu diesem Zeitpunkt durch die neue DB-Baureihe E 10 ersetzt.
Der deutsche Abschnitt des 1964 verlängerten Zuglaufs wurde weiterhin von der E 10 bewältigt, erst in den 1970er Jahren kamen die neueren Baureihen 103 und 111 zum Einsatz. Mit Einführung der Zweisystemloks der DB-Baureihe 181.2 übernahm diese 1975 den Abschnitt zwischen Stuttgart und Straßburg, auf den zuvor nötigen Lokwechsel im Grenzbahnhof Kehl konnte verzichtet werden. Zuletzt setzte die DB AG bis 2002 zwischen Stuttgart und München die DB-Baureihe 101 ein.
Mit Einführung durchgehender Lokumläufe zwischen DB und ÖBB übernahm die ÖBB die Lokbespannung zwischen München und Salzburg. Über Jahrzehnte setzte sie dabei die ÖBB 1042 ein, zuletzt abgelöst durch die ÖBB 1044. Zunächst wurde der Zug ab 1964 von der ÖBB 4061 bespannt.
Die SNCF setzte auf der 1964 bereits vollständig elektrifizierten Bahnstrecke Paris–Strasbourg zunächst die SNCF BB 16500 ein, zuletzt bespannte die SNCF BB 15000 den „Mozart“.

## Weitere Zugläufe mit dem Namen
Von 1945 bis 1955 verkehrte in Österreich und zeitweise bis München ein weiterer Zug mit dem Namen „Mozart“. Dabei handelte es sich um einen Militär-Schnellzug für Angehörige der United States Army im besetzten Nachkriegsösterreich, der seit dem 22. August 1945 Wien via Tulln und St. Pölten mit Linz verband und ab dem 17. September 1945 via Salzburg nach München verlängert wurde. Start- und Zielbahnhof war dabei der Wiener Franz-Josefs-Bahnhof, da dieser im amerikanischen Sektor Wiens lag. In Österreich war der Zug bis und ab Linz auch für Zivilpersonen benützbar. Ab 10. Februar 1952 verkehrte der „Mozart“ statt über Tulln mit Fahrtrichtungswechsel in Heiligenstadt über die Wiener Vorortelinie. Die zunehmende Normalisierung der Verhältnisse reduzierte den Bedarf der US-Besatzungstruppen, so dass der Zug ab 30. Juni 1952 auf die Strecke Wien–Salzburg verkürzt wurde. Ab Mai 1953 begann und endete der Zug im Wiener Westbahnhof und verkehrte letztmalig am 1. Oktober 1955.
Von 2014 bis 2018 wurde der Railjet 372/373 Graz – Wien – Prag und zurück mit einer Zuggarnitur der České dráhy unter dem Namen „Wolfgang Amadeus Mozart“ geführt.